# حارة باب العمري (صنعاء همدان)
حارة باب العمري هي إحدى حارات حي شملان بضواحي صنعاء مديرية همدان، بلغ تعداد سكانها 2233 نسمة حسب تعداد اليمن لعام 2004.